# Obwód Dibra
Obwód Dibra (alb.: qarku i Dibrës) – jeden z dwunastu obwodów w Albanii.
W skład obwodu wchodzą okręgi: Bulqiza, Dibra i Mat. Stolicą obwodu jest Peshkopia.
W 2011 roku według spisu ludności w obwodzie zamieszkiwało 137 047 mieszkańców. Wśród nich było 91,13% Albańczyków, 0,01% Greków, 0,01% Macedończyków, 0,02% Arumunów, 0,07% Romów, 0,07% Egipcjan, 7,82% ludności nie udzieliło odpowiedzi. Muzułmanie stanowili 81,40%, bektaszyci 3,84%, katolicy 2,04%, ewangelicy 0,01%, prawosławni 0,09%, ateiści 0,68%; odpowiedzi nie udzieliło 6,20% ludności.